# الكونغرس الأولمبي

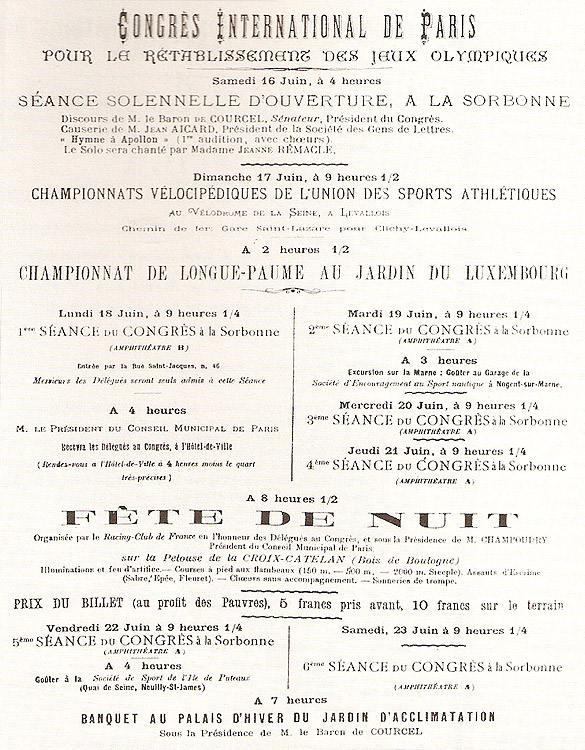

الكونغرس الأولمبي هو مؤتمر إستثنائي نظم سنة 1894 من قبل اتحاد الجمعيات الفرنسية للألعاب الرياضية، و منذ 1897 أصبح هذا المؤتمر ينظم من قبل اللجنة الأولمبية الدولية.

أول مؤتمر تم تنظيمه في باريس في السوربون بهدف إعادة إحياء الألعاب الأولمبية، و من هذا الاجتماع تم إنشاء اللجنة الأولمبية الدولية.

منذ انعقاد هذا الكونغرس، تم انعقاد 12 مؤتمرا أخرا من 1894 إلى 2009.

الإتحادات المعترف بها من قبل اللجنة الأولمبية الدولية و اللجان الأولمبية المشاركة في هذه المؤتمرات، تقدم معلومات مستكملة عن التطورات في الحركة الرياضية العالمية.

يجب الحذر و التثبت من عدم الخلط بين المؤتمرات الأولمبية (الكونغرس الأولمبي) و اجتماعات اللجنة الأولمبية الدولية التي تقوم باجتماعها كل سنة، و فيها تحدد المدن المستضيفة للألعاب الأولمبية (مثل غواتيمالا 2007، و بكين 2008).

## قائمة المؤتمرات الأولمبية
| المؤتمر | السنة | المدينة   | الدولة         | الموضوع                                               |
| ------- | ----- | --------- | -------------- | ----------------------------------------------------- |
| I       | 1894  | باريس     | فرنسا          | إعادة إحياء الألعاب الأولمبية                         |
| II      | 1897  | لو هافر   | فرنسا          | الصحة و التربية الرياضية                              |
| III     | 1905  | بروكسل    | بلجيكا         | الرياضة و التربية البدنية                             |
| IV      | 1906  | باريس     | فرنسا          | الفن، الأدب و الرياضة                                 |
| V       | 1913  | لوزان     | سويسرا         | علم النفس الرياضي و علم وظائف الأعضاء                 |
| VI      | 1914  | باريس     | فرنسا          | النظام الأولمبي                                       |
| VII     | 1921  | لوزان     | سويسرا         | النظام الأولمبي                                       |
| VIII    | 1925  | براغ      | جمهورية التشيك | التربية الرياضية -النظام الأولمبي                     |
| IX      | 1930  | برلين     | ألمانيا        | النظام الأولمبي                                       |
| X       | 1973  | فارنا     | بلغاريا        | الرياضة من أجل عالم آمن - الحركة الأولمبية و مستقبلها |
| XI      | 1981  | بادن بادن | ألمانيا        | اتحاد من و للرياضة                                    |
| XII     | 1994  | باريس     | فرنسا          | كونغرس الذكرى الأولمبية المئوية، كونغرس الوحدة        |
| XIII    | 2009  | كوبنهاغن  | الدنمارك       | الحركة الأولمبية في المجتمع                           |

## مقالات ذات صلة
- ألعاب أولمبية

## روابط خارجية
- تقديم للكونغرس الثالث عشر في سنة 2009 في موقع اللجنة الأولمبية الدولية